# Euphaedra karschi
Euphaedra karschi är en fjärilsart som beskrevs av Max Bartel 1905. Euphaedra karschi ingår i släktet Euphaedra och familjen praktfjärilar. Inga underarter finns listade i Catalogue of Life.